# Latrodektizem
Latrodektizem (tudi nevromiopatični araneizem) je klinični sindrom, ki ga povzroča ugriz katerekoli vrste pajka iz rodu črnih vdov (Latrodectus). Najbolj znane vrste so L. mactans, L. hasselti, L. geometricus, L. tredecimguttatus in L. katipo. Za pojav sindroma je odgovoren nevrotoksin, imenovan latrotoksin, ki preko izločanja različnih živčnih prenašalcev pri večini žrtev sproži v glavnem bolečino in mišične krče.

## Življenjski prostor in navade črnih vdov
Črne vdove so dnevne živali. Rade se zadržujejo v suhih in/ali temnih kotih in špranjah. V splošnem velja, da se izogibajo človeških bivališč, navkljub temu pa se zadržujejo tudi v prostorih, kot so garaže, pa tudi v temnejših prostorih znotraj hiše. Za ugrize so povečini so odgovorne samice pajkov, ki so še posebej agresivne, ko ščitijo svoja jajca, velikokrat pa zaidejo tudi v oblačila in obuvala, zaradi česar pride do ugriza pri oblačenju oz. obuvanju. V skladu s tem so najpogosteje prizadete roke, stopala in prsni koš. Redkokdaj so za ugrize odgovorni tudi samci in mladi osebki.
Sloveniji najbližja vrsta je L. tredecimguttatus, ki prebiva na Hrvaškem, od Istre do črnogorskega Primorja. Živi na žitnih poljih, zato človeka najpogosteje ugrizne ob žetvi v podlaket, ko objame snop.

## Patogeneza
Resnost ugriza je načeloma odvisna od velikosti pajka, števila ugrizov, letnega časa (pogostejši so v toplejših mesecih) in količine vnesenega toksina. Glede na to, da so obravnavani pajki majhne velikosti, se ugriza pogosto ne začuti, poleg tega pa redkokdaj ostane ugriznina. Po ugrizu se toksin hitro razširi po telesu preko limfnega sistema, iz katerega preide v kri. Po krvi se nato prenese do živčnih končičev, še posebej do motoričnih ploščic. Sam strupeni izloček je kompleksna mešanica latrotoksina ter encimov in drugih nebeljakovinskih sestavin, ki olajšajo razširjanje toksina. 
Na živčne končiče deluje tako, da povzroči sproščanje živčnih prenašalcev (nevrotransmiterjev), in sicer acetilholina, noradrenalina in GABA, kar povzroči klinične znake zastrupitve. Pojavi se torej tetanija, tj. neprestano, močno in boleče krčenje mišic. Sprva so prizadete le območne skupine mišic v okolici ugriza, po razširitvi toksina pa tudi trebušne in hrbtne mišice ter mišice spodnjega uda. Kljub vsemu se različni ljudje različno odzovejo na delovanje toksina; pri manjšem deležu ljudi se znaki zastrupitve sploh ne pojavijo.

## Diagnostika
Znaki in simptomi se pojavijo po pol ure do šest ur, v povprečju po dveh urah. Za latrodektizem je značilna omejena bolečina v mišicah (mialgija), ki se razširja proksimalno po prizadetem udu, redkeje po trupu. Velikokrat so prisotni mišični krči v trebušnih in hrbtnih mišicah ter v mišicah spodnjega uda. Poleg tega se v omejenem obsegu pojavijo rdečina (eritem), oteklina (edem), piloerekcija in čezmerno znojenje (diaforeza), lahko tudi slabost, glavobol in bruhanje. Pri večini prizadetih so prisotni samo lokalni znaki zastrupitve, medtem ko so sistemski znaki prisotni manj pogosto, in vključujejo povišan krvni tlak (hipertenzijo), oteženo dihanje (dispnejo), vročino, hudo tesnobo (agitacijo), priapizem (boleča erekcija brez libida), parestezije, omedlevico, fascikulacije (majhne, omejene in nehotene mišične kontrakcije, vidne skozi kožo), paralize ter povišano ali znižano frekvenco srca (tahi- ali bradikardijo). Pri otrocih so najpogostejši sistemski znaki razdražljivost, hipertenzija in znojenje. Obstajajo primeri bolnikov, pri katerih se je pojavljala kronična bolečina po več dnevih ali tednih, kljub zdravljenju s protistrupom.
Življenjsko ogrožujoča stanja se pojavijo predvsem pri otrocih, starejših in ljudeh s kroničnimi boleznimi. V nekaterih primerih lahko bolečina v trebuhu posnema vnetje slepiča (apendicitis) ali zaplete z žolčnikom, prsno bolečino pa se lahko zamenja z infarktom.
Laboratorijske preiskave krvi ne pokažejo nobenih nepravilnosti, razen blažje levkocitoze (povišano število levkocitov). Radiografija prsnega koša prav tako ne pokaže posebnosti.
Smrt nastopi zelo redko; v Avstraliji po 50. letih dvajsetega stoletja niso imeli primerov smrti zaradi latrodektizma.

## Zdravljenje
Standardno zdravljenje latrodektizma vključuje simptomatično zdravljenje ter aplikacijo analgetikov (še posebej opiatov, kot je morfin), mišičnih relaksantov (diazepam ali metokarbamol) ter antivenina (protistrupa oz. antidota proti živalskim strupom). Način zdravljenja še vedno ni poenoten v svetu. Kalcijev glukonat se je v preteklosti intravensko apliciral zaradi lajšanja mišičnih bolečin in krčev, vendar se ga v zadnjem času opušča, saj naj ne bi bistveno izboljšal simptome zastrupitve. V ZDA se protistrup ne aplicira rutinsko zaradi domnevnih preobčutljivostnih reakcij, v Avstraliji pa se aplicira redno v primeru znakov in simptomov sistemske zastrupitve, bolečine, ki je ne olajšajo običajni analgetiki ali pri bolniki, ki potrebujejo več zaporednih doz opiatov. V  vsakem primeru je priporočljivo aplicirat protistup pri otrocih, starejših in nosečih ženskah in drugih ogroženih ljudeh, kot so bolniki s kroničnimi boleznimi.
Uporaba protistrupa lahko povzroči preobčutljivostno reakcijo pri poznejši uporabi antivenina proti ugrizu klopotače. Zaradi tega je potrebno upoštevati življenjski prostor in navade bolnike v povezavi z morebitnim ugrizom kače. Po drugi strani so ugrizi črnih vdov mnogo pogostejši napram ugrizom klopotač. Serumska bolezen, ki jo označujejo kožne lezije, vročina, bolečina v sklepih (artralgija) in povečane bezgavke, je pri aplikaciji antivenina proti črnim vdovam redka.
Pri diagnosticiranju je pomembno upoštevati tudi druge ugrize pajkov, ki lahko povzročajo podoben sindrom. Takšni pajki so Steatoda grossa in S. capensis in sivi hišni pajek (Achaearaneae trepidariorum). Ugriz slednjega povzroči le omejeno bolečino, medem ko lahko ugriz S. grossa oz. S. capensis povzroči tudi sistemsko zastrupitev, ki je podobna latrodektizmu, in jo imenujemo steatodizem. Značilnost tega je tudi neuspešno zdravljenje z antiveninom proti črni vdovi.